# Bergträdpiggsvin
Bergträdpiggsvin (Echinoprocta rufescens) är ett däggdjur i familjen trädpiggsvin och enligt Mammal Species of the World (2005) den enda arten i sitt släkte. IUCN (2016) listar arten däremot i släktet Coendou.

## Beskrivning
Arten når en kroppslängd (huvud och bål) av 34 till 46 centimeter och därtill kommer svansen som är lite kortare än halva kroppslängden. På ovansidan förekommer inga mjuka hår utan bara taggar som är vanligen trefärgade. Taggarnas spets har allmänt en brun eller rödaktig färg. På bakdelen samt på svansens främre del har flera taggar bara två färgavsnitt. Kännetecknande är en liten vit strimma mitt på nosen samt några helt vita taggar på bakre nacken. Undersidan mjuka hår är från hakan till buken ljusbruna. Bakre delen av svansen är täckt av hår. Den kan inte användas som gripverktyg. Djuret har gul tandemalj på framtänderna.
Djuret har skarpa klor som hjälper vid klättring i träd. Taggarna är ungefär 10 centimeter långa, de kraftigaste taggarna finns nära svansroten.
Bergträdpiggsvin förekommer i nordvästra Sydamerika från Colombia till Ecuador och Peru. Habitatet utgörs av fuktiga bergsskogar som ligger i Anderna mellan 800 och 3 500 meter över havet.
Djuret är aktivt på natten och vilar på dagen i ett gömställe. Bergträdpiggsvin vistas under natten nästan uteslutande i trädens kronor där den äter växtdelar.
Individerna lever ensam när honan inte är brunstig. Arten jagas ibland av puman. Enligt en observation äter bergträdpiggsvinet blad och ett exemplar i fångenskap matades framgångsrik med bananer.
Populationens trend är okänt men där arten lever finns olika naturskyddsområden. Därför listas den av IUCN som livskraftig (least concern).